# Sympycnus cinctellus
Sympycnus cinctellus är en tvåvingeart som beskrevs av Frey 1928. Sympycnus cinctellus ingår i släktet Sympycnus och familjen styltflugor. Inga underarter finns listade i Catalogue of Life.